# Římskokatolická farnost Huntířov
Římskokatolická farnost Huntířov (lat. Günthersdorfium) je církevní správní jednotka sdružující římské katolíky na území obce Huntířov a v jejím okolí. Organizačně spadá do děčínského vikariátu, který je jedním z 10 vikariátů litoměřické diecéze.

## Historie farnosti
Od roku 1602 byly ve farní lokalitě vedeny matriky. Farnost byla kanonicky zřízena od roku 1725. Kostel sv. Jiří v Huntířově byl stržen v roce 1969. Předtím se totiž zřítila konstrukce krovu. Při zboření kostela byla zároveň zbořena i fara v Huntířově. Tato fara byla v Huntířově téměř od založení farnosti a nazývala se „Maria Geburt“ (Narození Marie).

### Duchovní správcové vedoucí farnost
Začátek působnosti jmenovaného v duchovní správě farnosti od:
- 1765   Joann. Elias Ahne
- 1783   Franc. Michael
- 1801   Aug. Lorenz, n. 2. 6. 1752 Nieder Ebersdorf., o. 24. 9. 1780, † 29. 4. 1827
- 1827   Victor Glaser, n. 23. 12. 1783 Wotsch, o. 23. 4. 1808, † 24. 5. 1848
- 1832   par. vacat, cap. Jos. Schmeisser
- 1833   Joann. Hegenbarth, n. 11. 12. 1796 Güntersdorf, o. 24. 8. 1821, † 4. 2. 1870
- 1848   Joann. Maaz, n. 28. 12. 1808 Lobendau, 3. 8. 1835, † 24. 8. 1900
- 1900   par. vacat, admin. interc. Jos. Beck
- 1902   Jos. Beck, n. 9. 1. 1869 Gaischwic., o. 2. 7. 1893
- 1905   Carol. Wohlrab, n. 23. 1. 1871 Niklasdorf., o. 5. 7. 1896, † 1. 6. 1944
- 1. 11. 1911 Franc. Holfeld, n. 22. 9. 1874 Georgswalde, o. 9. 7. 1899, † 25. 6. 1952
- 23. 7. 1946 Vojtěch Bartoš SJ, admin. exc. z Děčína
- 1. 12. 1951 Karel Kvítek, admin. exc. z Děčína
- 20. 6. 1952  Ant. Danišovič OFM, admin. exc. z Děčína
- 15. 2. 1978  Benno Rössler, admin. exc. z Děčína
- 1. 2. 1990 Pavel Jančík, admin. exc. z Děčína
- 1. 4.  1991  Stanislav Bečička, admin. exc. z Kamenického Šenova
- 15. 8. 1991 Pavel Jančík, admin. exc. z Děčína
- 1. 10. 1994 Pavel Procházka, admin. exc. z Děčína
- 15. 11. 2003 Martin Davídek, admin. exc. z Děčína
- 1. 10. 2005 Antoni Kośmidek, admin. exc. z Děčína
- 16. 8. 2006 Antonín Sedlák, admin. exc. z Děčína
- 1. 7.  2009 Tomáš Kuba, admin. exc. z Děčína[3]

Kromě kněží stojících v čele farnosti, působili ve farnosti v průběhu její historie i jiní kněží. Většinou pracovali jako farní vikáři, kaplani, katecheté, výpomocní duchovní aj.

## Území farnosti
Do farnosti náleží území těchto obcí:
- Brložec (Parlosa[p 2])
- Dobrná (Hochdobern[p 2])
- Františkův Vrch (Franzberg[p 2])
- Huntířov (Güntersdorf[p 2])
- Lužná (Philippenau[p 2])
- Nová Oleška (Neu Ohlisch[p 2])
- Okrouhlík (Bauscheibe[p 2])
- Popovičky (Poppendürfel[p 2])
- Stará Oleška (Alt Ohlisch[p 2])

## Římskokatolické sakrální stavby na území farnosti
| | Fotografie | Stavba                     | Místo       | Bohoslužby                      | Zeměpisné souřadnice             | Status                  | Číslo kulturní památky           |
| Kostel | Kostel     | Kostel                     | Kostel      | Kostel                          | Kostel                           | Kostel                  | Kostel                           |
| --- | ---------- | -------------------------- | ----------- | ------------------------------- | -------------------------------- | ----------------------- | -------------------------------- |
| 1. |            | Kaple sv. Jana Nepomuckého | Dobrná      | bližší informace o bohoslužbách | 50°46′20″ s. š., 14°17′38″ v. d. | obecní kaple            | 39106/5-3654 (Pk•MIS•Sez•Obr•WD) |
| Zaniklé objekty |            |                            |             |                                 |                                  |                         |                                  |
| 2. |            | Kostel sv. Jiří            | Huntířov    | nelze sloužit                   | 50°47′4″ s. š., 14°18′8″ v. d.   | zbořený farní kostel    | –                                |
| 3. |            | Kaple P. Marie Sněžné      | Huntířov    | nelze sloužit                   |                                  | zbořená kaple           | –                                |
| 4. |            | Kostel Nejsvětější Trojice | Nová Oleška | nelze sloužit                   | 50°48′31″ s. š., 14°19′2″ v. d.  | zbořený filiální kostel | –                                |
| Některé drobné sakrální stavby a pamětihodnosti lze dohledat zde v databázi Drobné sakrální památky Zaniklé sakrální stavby lze dohledat zde v databázi Poškozené a zničené kostely, kaple a synagogy v České republice |            |                            |             |                                 |                                  |                         |                                  |

Ve farnosti se mohou nacházet i další drobné sakrální stavby, místa římskokatolického kultu a pamětihodnosti, které neobsahuje tato tabulka.

## Příslušnost k farnímu obvodu
Z důvodu efektivity duchovní správy byl vytvořen farní obvod (kolatura) farnosti – děkanství Děčín I, jehož součástí je i farnost Huntířov, která je tak spravována excurrendo. Přehled těchto kolatur je v tabulce farních obvodů děčínského vikariátu.